# Surfin’ U.S.A.
«Surfin’ U.S.A.» — песня группы Beach Boys. Была издана как сингл 4 марта 1963 года, а потом включена в названный по ней альбом (Surfin’ U.S.A.).
Стихи песни были написаны Брайаном Уилсоном и положены на музыку песни Чака Берри «Sweet Little Sixteen».
Продюсером песни тоже был Брайан Уилсон.
Сингл достиг 2 места в чарте американского специализированного журнала Music Vendor (позже переименованного в Record World) и 3 места в чартах журналов Billboard and Cash Box. На стороне «Б» сингла находилась песня «Shut Down».
В итоговом чарте журнала «Билборд» за 1963 год песня была на 2 месте. Теперь она является символом калифорнийского звучания 1960-х годов (California Sound).
Песня «Surfin’ U.S.A.» в исполнении Beach Boys вместе с ещё четырьмя их песнями — «California Girls», «Don’t Worry Baby», «God Only Knows» и «Good Vibrations» — входит в составленный Залом славы рок-н-ролла список 500 Songs That Shaped Rock and Roll.

## Композиция
В песне использованы тексты песен Брайана Уилсона о серфинге, положенные на музыку и базовую лирическую структуру песни Чака Берри «Sweet Little Sixteen». По словам Уилсона:
«Я встречался с девушкой по имени Джуди Боулз, а ее брат Джимми был серфером. Он знал все места для серфинга. Я начал напевать мелодию «Sweet Little Sixteen», и меня увлек сам факт этого, и я подумал: «Боже! А что если попробовать положить тексты песен о сёрфинге на мелодию «Sweet Little Sixteen»? Идея была в том, что «в этом городе делают это, а в том городе делают то». Поэтому я сказал Джимми: «Эй, Джимми, я хочу написать песню, в которой упоминаются все места для серфинга». Поэтому он дал мне список».
С этой идеей «Surfin’ U.S.A.» использует сравнение Калифорнии с остальной частью США, чтобы продвигать свои стереотипные образы Калифорнии. Песня начинается с представления альтернативной реальности: «Если бы у всех был океан через США, то все бы занимались сёрфингом, как в Калифорнии». Эти вступительные слова показывают Калифорнию в выгодном свете, предполагая, что если бы у всех в США были такие же привилегии на пляж, как в Калифорнии, они бы с удовольствием занимались сёрфингом.
Кроме того, в Surfin’ U.S.A. используется узнаваемый устойчивый, бодрый темп барабанов, который можно увидеть во многих песнях в стиле сёрф-рок, который, кажется, «движет» музыку вперед. Beach Boys популяризировали этот стаккато-стиль барабанов и напоминает «локомотив, набирающий скорость». Ранее эта техника была замечена в хите Джен и Дин 1963 года «Surf City», который стал первой песней в стиле Surf, занявшей первое место в Billboard Hot 100.

### Чарты
| Чарт (1963)                       | Наив. поз. |
| --------------------------------- | ---------- |
| США (Billboard Hot 100)           | 3          |
| Австралия                         | 9          |
| Канада                            | 6          |
| Швеция                            | 6          |
| Великобритания (UK Singles Chart) | 34         |
| Чарт (1974)                       | Наив. поз. |
| США (Billboard Hot 100)           | 36         |
| Австралия                         | 66         |